# Удивительные приключения в лесной школе
«Необычные (необыкновенные, невероятные) приключения в лесной школе» (укр. «Дивовижні пригоди в лісовій школі») — повесть-сказка украинского писателя Всеволода Зиновьевича Нестайко для младших школьников. Впервые опубликована в 1981 году, впоследствии неоднократно переиздавалась.
В 1982 году за «Необычные приключения…» Нестайко был удостоен премии им. Леси Украинки.

## Сюжет
Действие повести происходит в лесной школе, а её героями выступают персонифицированные лесные животные (ёжик Колька Колючка, заяц Коська Зайкин и др.). По оценке Т. Марченко, «автор создаёт обобщенную модель школьного микросоциума, в котором действуют разные психологически достоверные типы учащихся, их родителей, учителей. Образы зооперсонажей лишены фантастичности, сказочности. Они скорее являются носителями определённых социальных ролей».

## Цикл о лесной школе
Повесть «Необычные приключения…» является первой в цикле произведений о лесной школе, состоящем из десятка повестей. В 2009 году первые восемь сказок (в том числе те две, что в 1981 году вошли в состав «Необычных приключений…») были переизданы в четырёх книгах под единым названием «Удивительные приключения в лесной школе» (укр. «Дивовижні пригоди в лісовій школі»). «Удивительные приключения…» стали одной из самых популярных детских книг года на Украине.
Повести цикла изучаются в школе и включались в различные хрестоматии для внеклассного чтения, а также являются предметом научных исследований.

## Рецензии
- Коновалов Д. Життєвість казки / Д. Коновалов // Літ. Україна. — 1982. — 11 лют. — С. 6.
- Медуниця М. Страшно бути…боягузом / М. Медуниця // Друг читача. — 1982. — 14 січ. — С. 5[2]

## Переводы
В начале XXI века повесть была переведена на русский язык В. С. Денисовой, но из-за отношений Украины с Россией издать её удалость только в 2011 году в небольшом частном издательстве Санкт-Петербурга. До этого пришлось просто выложить текст на интернет-сервере: https://proza.ru/2010/01/03/509, после чего она разошлась по всех форматах для читалок. В это же время появился перевод Харьковского издательства.